# Évêque d'Oxford
L'évêque d'Oxford est un prélat de l'Église d'Angleterre. Il dirige le diocèse d'Oxford depuis son siège, la cathédrale Christ Church d'Oxford.
Le siège a été créé par le roi Henri VIII d'Angleterre en 1542, après la dissolution des monastères. Il a d'abord été établi à l'ancienne abbaye d'Osney (en), dont le dernier abbé, Robert King, est devenu le premier évêque, avant d'être définitivement installé à Oxford en 1546.

## Liste des évêques d'Oxford

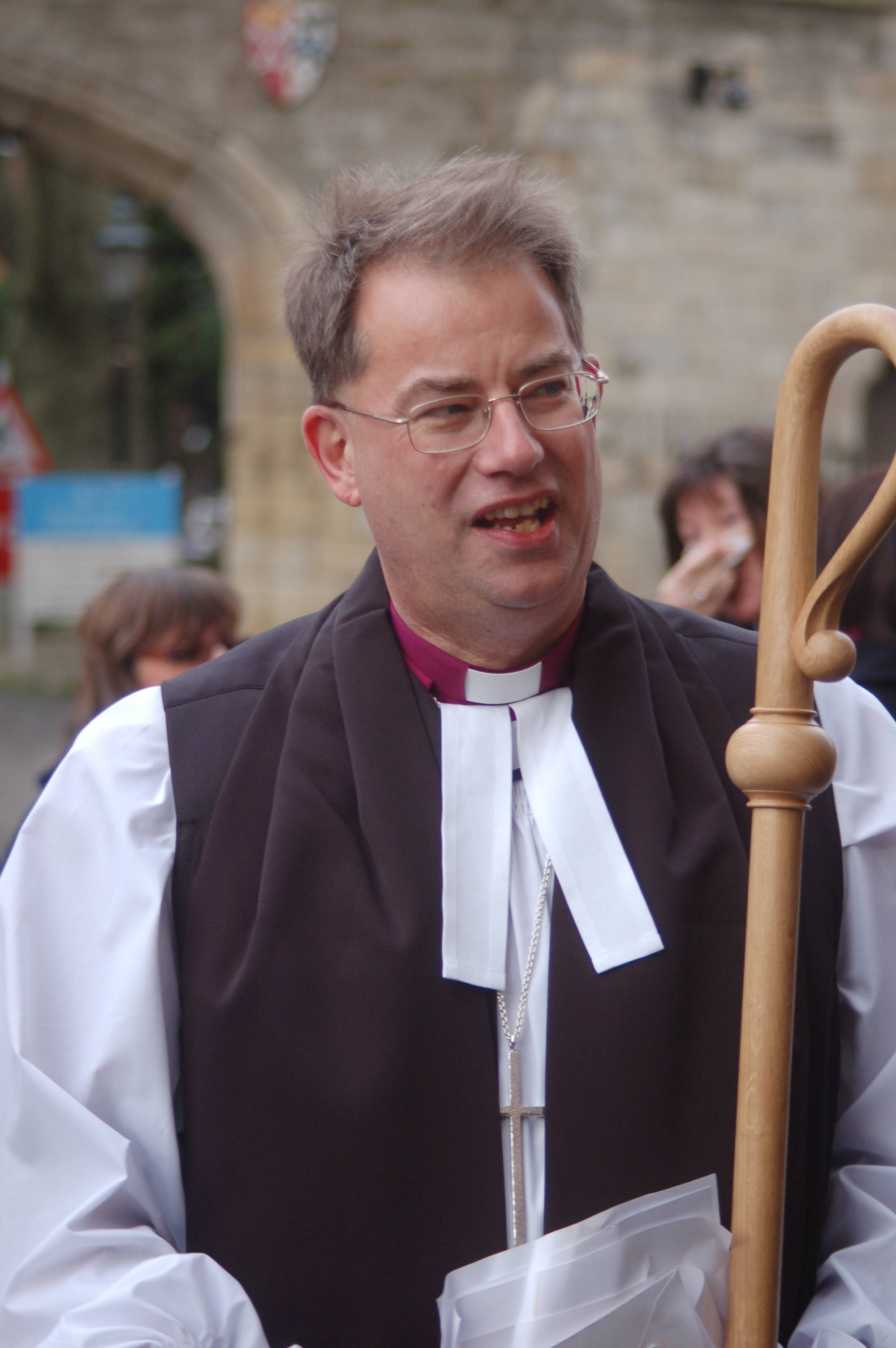
Le Dr Steven Croft, évêque d'Oxford depuis 2016.

- 1542-1558 : Robert King
- 1558-1559 : Thomas Goldwell
- 1567-1568 : Hugh Curwen
- 1589-1592 : John Underhill
- 1604-1618 : John Bridges
- 1619-1628 : John Howson
- 1628-1632 : Richard Corbet
- 1632-1641 : John Bancroft
- 1641-1663 : Robert Skinner
- 1663-1665 : William Paul
- 1665-1671 : Walter Blandford
- 1671-1674 : Nathaniel Crew
- 1674-1676 : Henry Compton
- 1676-1686 : John Fell
- 1686-1687 : Samuel Parker
- 1688-1690 : Timothy Hall
- 1690-1699 : John Hough
- 1699-1715 : William Talbot
- 1715-1737 : John Potter
- 1737-1758 : Thomas Secker
- 1758-1766 : John Hume
- 1766-1777 : Robert Lowth
- 1777-1788 : John Butler
- 1788-1799 : Edward Smallwell
- 1799-1807 : John Randolph
- 1807-1811 : Charles Moss
- 1812-1815 : William Jackson
- 1816-1827 : Edward Legge
- 1827-1829 : Charles Lloyd
- 1829-1845 : Richard Bagot
- 1845-1870 : Samuel Wilberforce
- 1870-1889 : John Mackarness
- 1889-1901 : William Stubbs
- 1901-1911 : Francis Paget
- 1911-1919 : Charles Gore
- 1919-1925 : Hubert Burge
- 1925-1937 : Thomas Strong
- 1937-1954 : Kenneth Kirk
- 1955-1970 : Harry Carpenter (en)
- 1971-1978 : Kenneth Woollcombe
- 1978-1986 : Patrick Rodger
- 1987-2006 : Richard Harries
- 2007-2014 : John Pritchard
- depuis 2016: Steven Croft